# Gondenans-les-Moulins
Gondenans-les-Moulins är en kommun i departementet Doubs i regionen Bourgogne-Franche-Comté i östra Frankrike. Kommunen ligger i kantonen Rougemont som tillhör arrondissementet Besançon. År 2022 hade Gondenans-les-Moulins 83 invånare.

## Befolkningsutveckling
Antalet invånare i kommunen Gondenans-les-Moulins
Referens:INSEE